# Megalichthyidae
Megalichthyidae là một họ cá vây thùy tiền sử, sinh sống vào cuối kỷ Devon tới đầu kỷ Permi.

## Phát sinh chủng loài
Biểu đồ phát sinh chủng loài vẽ theo Swartz, 2012:
|  | ?†Mahalalepis Young, Long & Ritchie 1992                                           |
|  |                                                                                    |
|  | ?†Megapomus Vorobyeva 1977                                                         |
|  |                                                                                    |
|  | ?†Megistolepis (Obruchev 1955) Vorobjeva 1977                                      |
|  |                                                                                    |
|  | ?†Palatinichthys                                                                   |
|  |                                                                                    |
|  | ?†Sengoerichthys Janvier, Clement & Cloutier 2007                                  |
|  |                                                                                    |
|  | †Ectosteorhachis Cope 1880                                                         |
|  |                                                                                    |
|  | \| \| †Cladarosymblema Fox et al. 1995 \| \| \| \| \| \| †Megalichthys \| \| \| \| |
|  |                                                                                    |
|  | †Cladarosymblema Fox et al. 1995                                                   |
|  |                                                                                    |
|  | †Megalichthys                                                                      |
|  |                                                                                    |

|  | †Cladarosymblema Fox et al. 1995 |
|  |                                  |
|  | †Megalichthys                    |
|  |                                  |